# 图沃·劳卡宁
图沃·劳卡宁（芬蘭語：Teuvo Laukkanen，1919年7月16日—2011年5月14日），芬兰男子越野滑雪运动员。他曾代表芬兰参加1948年冬季奥林匹克运动会越野滑雪比赛，获得男子4×10公里接力银牌。